# Muntaner (metrostation)
Muntaner is een spoorwegstation aan FGC metrolijn 6 van de metro van Barcelona en de lijnen S1, S2, S5 en S55 van de Metro del Vallès forensentreindienst. Dit station ligt in het district Sarrià-Sant Gervasi in Barcelona. De ingangen van dit station zijn te vinden aan de Plaça de Gal·la Placídia en de Via Augusta.

## Lijnen
- Metro van Barcelona FGC lijn L6.
- Metro del Vallès FGC stoptreinlijnen S1, S2S5 en S55.